# Marko Simeunovič
Marko Simeunovič (Maribor, 6 dicembre 1967) è un ex calciatore sloveno, di ruolo portiere.

## Palmarès

### Club
- Campionato sloveno: 8

Olimpia Lubiana: 1991-1992, 1992-1993, 1993-1994, 1994-1995
Maribor: 1996-1997, 1999-2000, 2000-2001, 2001-2002
- Coppa di Slovenia: 3

Olimpia Lubiana: 1992-1993, 1995-1996
Maribor: 1996-1997